# 夢の跡から
「夢の跡から」（ゆめのあとから）は、河合奈保子が1994年3月にリリースした38枚目のシングルである。

## 解説
- 「Golden sunshine day」以来2年ぶりに、自作曲がシングルA面となった。
- 前作と同じくテレビ東京系ドラマ「夏樹静子サスペンス劇場」のオープニングテーマとなった。
- 河合奈保子は2年後の1996年2月に入籍し、翌1997年の第一子出産を契機に芸能活動を停止したため、本作に続くシングルのリリースはされていない。

## 収録曲
1. 夢の跡から
  - 作詞:八島義郎／作曲:河合奈保子／編曲:若草恵
2. 心の風景
  - 作詞:八島義郎／作曲:河合奈保子／編曲:若草恵
3. 夢の跡から（オリジナル・カラオケ）
4. 心の風景（オリジナル・カラオケ）